# Geek

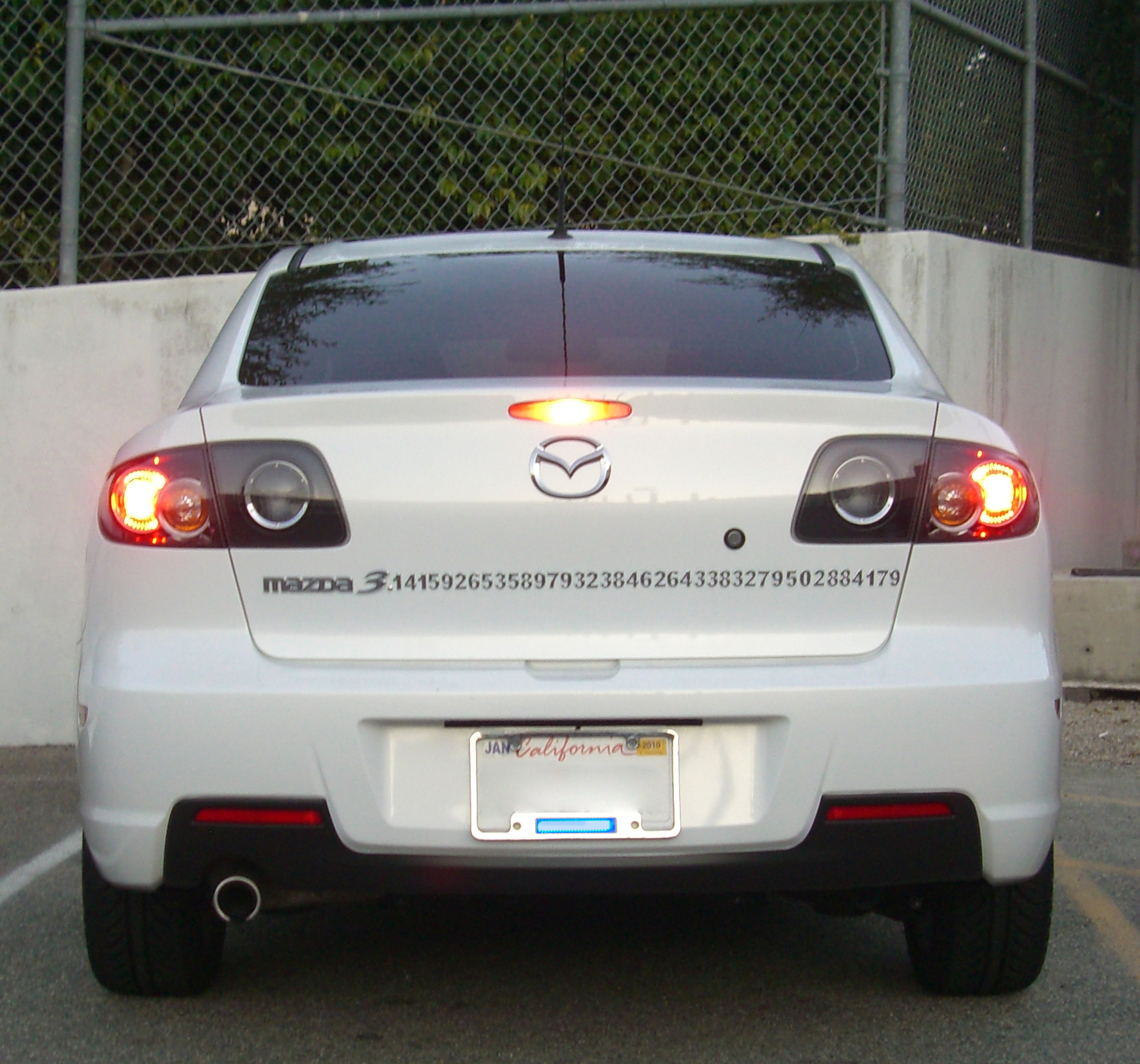
Bycie geekiem często wiąże się z ponadprzeciętnym uznaniem dla matematyki. Tutaj przybliżenie liczby π na samochodzie Mazda 3, zaparkowanej na University of California, Irvine. Dwie ostatnie cyfry powinny zostać zamienione miejscami.

Geek, gik – człowiek, który dąży do pogłębiania swojej wiedzy i umiejętności w jakiejś dziedzinie w stopniu daleko wykraczającym poza zwykłe hobby.

## Ewolucja znaczenia
Nazwa została wprowadzona przez Roberta Haydena na początku lat 90. XX wieku.
Początkowym znaczeniem słowa geek była osoba wykonująca w cyrku nietypowe numery, takie jak odgryzanie głowy żywej kury.
Słowem geek określano osoby ekscentryczne i spoza mainstreamu, w obecnym użyciu słowo to zwykle określa eksperta lub entuzjastę, osobę o obsesji na punkcie hobby lub intelektualnego rozwoju, z ogólnym pejoratywnym znaczeniem „specyficznej osoby, szczególnie tej postrzeganej jako zbyt intelektualna, niemodna, nudna lub społecznie niewygodna”.
Niektórzy definiują się tym słowem z dumą. Słowo to jednak jest czasem traktowane jako pejoratywne i stosowane w sposób obraźliwy, zwłaszcza wobec dzieci i nastolatków, którzy skupiają się na nauce, a mniej na popularności, modzie lub stosunkach międzyludzkich.

## Zainteresowania
Przedmiotem zainteresowania geeków są najczęściej nowoczesne technologie (elektronika, komputery, informatyka), ale ważniejsze niż dziedzina jest siła, z jaką geek oddaje się swojej pasji (popularny wśród geeków Geek Code wyszczególnia ponad 20 profesji).
W Geek Code znajdziemy jednak także sztuki piękne, humanizm czy prawo.